# Rezerwat przyrody Torfowisko Kunickie
Rezerwat przyrody Torfowisko Kunickie – torfowiskowy rezerwat przyrody położony w gminie Kunice (powiat legnicki, województwo dolnośląskie). Znajduje się na zachód od zabudowań wsi Kunice, na północny wschód od miasta Legnica, na gruntach będących w zarządzie Nadleśnictwa Legnica.
Teren ten podlegał ochronie od 1923 roku do końca wojny. Ochronę rezerwatową przywrócono ponownie dopiero w 1996 roku.
Celem ochrony jest zachowanie ze względów naukowych i dydaktycznych fitocenoz bagiennych oraz złóż torfu.
Ochroną objęto obszar 11,83 ha lasów i torfowisk niskich powstałych w wyniku naturalnego wypłycania istniejącego tu kiedyś jeziora. Obszar odznacza się bogactwem flory – stwierdzono tu występowanie 558 gatunków roślin (267 glonów, 32 mszaków, 259 roślin naczyniowych), w tym kilka gatunków chronionych: kalina koralowa, kruszyna pospolita, lipiennik Loesela, porzeczka czarna, rosiczka okrągłolistna, kukułka plamista i kukułka szerokolistna.
Obszar torfowiska jest również przyrodniczo cenny, ponieważ sedymentacja osadów jeziornych zachodziła tutaj w sposób niezaburzony i stanowi dobre źródło wiedzy na temat historii flory na tych terenach, począwszy od ostatniego zlodowacenia.
Obszar rezerwatu objęty jest ochroną czynną.